# شانتال وونغ
شانتال يوكمين وونغ (بالإنجليزية: Chantale Yokmin Wong)‏ هي المديرة الأمريكية الحالية لبنك التنمية الآسيوي برتبة سفير. وونغ مثلية الجنس علنا وهي متزوجة من امرأة أخرى، كما تعتبر أول امرأة مثلية الجنس يتم تعيينها في رتبة سفير في الولايات المتحدة.

## النشأة
قامت جدة وونغ «بتهريب» وونغ عندما كانت طفلة من شانغهاي إلى هونغ كونغ. ثم التحقت بمدرسة داخلية في جزيرة ماكاو. التحقت وونغ بالمدرسة الثانوية في أكاديمية سيدتنا في غوام في هاغاتنيا، غوام حيث عاشت مع خالتها وعمها وابن عمها. وحصلت في عام 1980 على بكالوريوس في الهندسة المدنية من جامعة هاواي في مانوا، وحصلت على ماجستير العلوم في الهندسة البيئية من جامعة كاليفورنيا، بركلي في عام 1982. حصلت على ماجستير الادارة العامة من كلية كينيدي بجامعة هارفارد في عام 1988.

## الخدمة الحكومية
عملت وونغ في عدد من المناصب في الحكومة الأمريكية. مثلت وونغ الولايات المتحدة في مجلس إدارة بنك التنمية الآسيوي في رئاسة بيل كلينتون. وشغلت عدة مناصب في رئاسة باراك أوباما منها منصب نائبة الرئيس للشؤون الإدارية والمالية ومنصب المديرة المالي في مؤسسة تحدي الألفية من عام 2011 إلى عام 2014. وشغلت سابقًا منصب مديرة الميزانية في الإدارة الوطنية للملاحة الجوية والفضاء (ناسا) في عامي 2011 و2012 ومنصب مديرة الميزانية بالنيابة في وزارة الخزانة الأمريكية ومنصب رئيسة للموظفين لمدير مكتب الإدارة والميزانية.
شاركت وونغ في في عام 1989 في تأسيس مؤتمر القيادة الأمريكية في آسيا والمحيط الهادئ.

### المديرة الأمريكية لبنك التنمية الآسيوي
تم ترشيح وونغ في 2 يوليو 2021 من قبل الرئيس الأمريكي جو بايدن لتكون المديرة الأمريكية القادمة لبنك التنمية الآسيوي. عقدت لجنة مجلس الشيوخ الأمريكي للعلاقات الخارجية جلسات استماع بشأن ترشيحها في 26 أكتوبر 2021. وصوتت اللجنة لإبلاغ مجلس الشيوخ عن قبول ترشيحها بشكل إيجابي في 15 ديسمبر 2021. صوت مجلس الشيوخ لتأكيد ترشيح وونغ في تصويت 66 لصالح مقابل 31 ضد (66-31) في 8 فبراير 2022. أدت وونغ اليمين أمام وزيرة الخزانة جانيت يلين في 23 فبراير 2022.

## الحياة الشخصية
وونغ مثلية الجنس علنا، وهي متزوجة من امرأة أخرى.